# Юность (кинотеатр, Воронеж)
«Юность» — кинотеатр в городе Воронеже, расположенный на пересечении улиц Комиссаржевской и Фридриха Энгельса.

## История
Кинотеатр построен в 1963 году по проекту архитектора Риммы Владимировны Березиной. На его месте раньше стояло разрушенное во время Великой Отечественной войны здание Молодого театра (первоначально здание электротеатра «Палас»).
Открылся кинотеатр 8 января 1964 года. Премьерным фильмом стал «Путь на арену», на который были приглашены учащиеся школ города.
В советское время в кинотеатре также проводились утренники и новогодние ёлки; осуществлялась различная культурно-массовая работа.

### Приватизация
Кинотеатр площадью 3,2 тыс. м² был приватизирован из муниципальной собственности по предложению председателя Воронежской городской думы Сергея Колиуха, его заместителя Леонида Зенищева и председателя думской комиссии по муниципальной собственности Аркадия Ларина в 2002 году. 26 % акций ОАО осталась за городом, 74 % перешли к ЗАО «Горразносбыт», который контролировал депутат гордумы Сергей Кудрявцев. В 2005 году киотеатр был реконструирован. В том же году Кудрявцев передал контрольный пакет акций структурам Аркадия Ларина в обмен на акции казино «Джунгли». В начале 2006 года муниципальный блокпакет акций выставлен на продажу с минимальной ценой 18 миллионов рублей, однако покупатель не был найден. В 2007 году воронежским УБЭП было возбуждено уголовное дело по статье «Мошенничество, совершенное организованной группой либо в особо крупном размере» по факту нарушений, допущенных в ходе приватизации кинотеатра.